# 矛吻海龍屬
矛吻海龍屬，為輻鰭魚綱棘背魚目海龍科的其中一屬。

## 下属物种
- 金帶矛吻海龍（Doryrhamphus aurolineatus）
- 鮑爾氏矛吻海龍（Doryrhamphus baldwini）
- 窄帶矛吻海龍（Doryrhamphus bicarinatus）
- 查氏矛吻海龍（Doryrhamphus chapmani）
- 帶紋矛吻海龍（Doryrhamphus dactyliophorus）：又稱黑環海龍。
- 紅海矛吻海龍（Doryrhamphus excisus excisus）：又稱黑腹海龍。
- 短藍帶矛吻海龍（Doryrhamphus excisus abbreviatus）
- Doryrhamphus excisus paulus
- 強氏矛吻海龍（Doryrhamphus janssi）：又稱強氏海龍。
- 日本矛吻海龍（Doryrhamphus japonicus）：又稱日本海龍。
- 多環矛吻海龍（Doryrhamphus multiannulatus）：又稱多環斑節海龍。
- 醜雙棘矛吻海龍（Doryrhamphus negrosensis malus）
- 雙棘矛吻海龍（Doryrhamphus negrosensis negrosensis）
- 栓形矛吻海龍（Doryrhamphus pessuliferus）